# Torneo de Luxemburgo 2014
El BGL Luxembourg Open 2014 es un torneo femenino de tenis jugado en pistas cubiertas duras patrocinado por BNP Paribas. Se trata de la 24ª edición de la BGL Luxemburgo Open, y parte de los torneos internacionales de la WTA Tour 2014. Se llevará a cabo en Ciudad de Luxemburgo, Luxemburgo del 13 de octubre al 21 de octubre de 2014.

## Cabezas de serie

### Individual Femenino
| Tenista                    | Ranking | Preclasificada |
| Andrea Petkovic            | 16      | 1              |
| Alizé Cornet               | 21      | 2              |
| Garbiñe Muguruza           | 23      | 3              |
| Sabine Lisicki             | 25      | 4              |
| Barbora Záhlavová-Strýcová | 28      | 5              |
| Varvara Lepchenko          | 39      | 6              |
| Roberta Vinci              | 41      | 7              |
| Kirsten Flipkens           | 43      | 8              |

### Dobles femeninos
| Tenista                                       | Ranking | Preclasificada |
| Anabel Medina Garrigues Silvia Soler Espinosa | 71      | 1              |
| Julia Görges Anna-Lena Grönefeld              | 74      | 2              |
| Lucie Hradecká Barbora Krejčíková             | 176     | 3              |
| Mona Barthel Mandy Minella                    | 198     | 4              |

## Campeonas

### Individual femenino
Annika Beck venció a  Barbora Záhlavová-Strýcová por 6-2, 6-1

### Dobles femenino
Timea Bacsinszky /  Kristina Barrois vencieron a  Lucie Hradecká /  Barbora Krejčíková por 3-6, 6-4, [10-4]